# Dan Peters

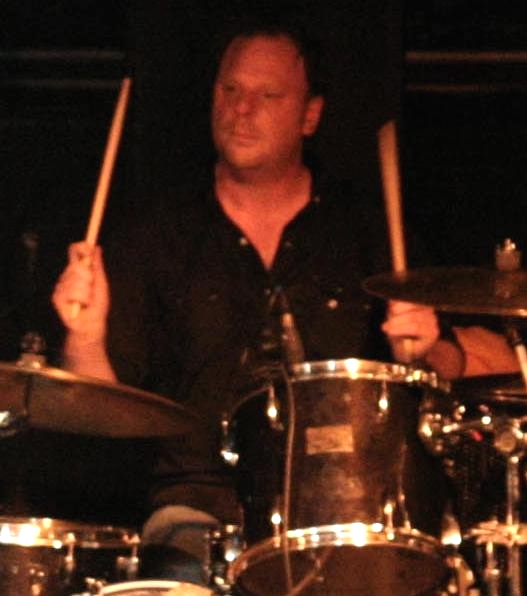
Dan Peters (2007)

Dan Peters (* 18. August 1967) ist ein US-amerikanischer Musiker.
Er ist der Schlagzeuger und ein Gründungsmitglied der 1987 gegründeten Grunge-Band Mudhoney. Als sich Mudhoney im Jahre 1990 kurzzeitig aufgelöst hatte, wurde er für zwei Monate Mitglied der Band Nirvana, wo er ebenfalls Schlagzeug spielte. Mit Nirvana nahm er den Song Sliver auf.
| Personendaten    | Personendaten                                      |
| ---------------- | -------------------------------------------------- |
| NAME             | Peters, Dan                                        |
| KURZBESCHREIBUNG | US-amerikanischer Schlagzeuger (Mudhoney, Nirvana) |
| GEBURTSDATUM     | 18. August 1967                                    |